# 集外集
《集外集》是杨霁云收集的鲁迅文集，收录了鲁迅在1933年前未编入前此各文集的杂文和诗。
- 杂文:包括《斯巴达之魂》，《梦》，《渡河与引路》，《田园思想（通讯）》，《文艺与政治的歧途》等。
- 诗:《哭范爱农》，《湘灵歌》，《题三义塔》，《阻郁达夫移家杭州》等。

- 《集外集》1935年上海群众书局初版。
- 《鲁迅全集》,人民文学出版社 第7卷